# Knuckle Down
Knuckle Down és el catorzè àlbum d’estudi de la cantant i compositora Ani DiFranco publicat al 2005.
En aquesta ocasió DiFranco va decidir compartir la tasca de producció i va convidar al músic i productor amic seu Joe Henry a col·laborar en la gravació.
DiFranco i Brian Grunert van rebre la tercera nominació consecutiva a Millor Presentació de Gravació als Premis Grammy del 2005.
L’àlbum va arribar a la posició 4 de la llista Independent Albums (mantenint-se un total de 9 setmanes a la llista) i a la posició 49 de la llista Billboard 200 de la revista Billboard.

## Llista de cançons
Totes les cançons foren escrites i compostes per Ani DiFranco. 
| Núm. | Títol             | Durada |
| ---- | ----------------- | ------ |
| 1.   | «Knuckle Down»    | 4:34   |
| 2.   | «Studying Stones» | 3:53   |
| 3.   | «Manhole»         | 3:45   |
| 4.   | «Sunday Morning»  | 4:49   |
| 5.   | «Modulation»      | 4:31   |
| 6.   | «Seeing Eye Dog»  | 4:02   |
| 7.   | «Lag Time»        | 5:13   |
| 8.   | «Parameters»      | 5:58   |
| 9.   | «Callous»         | 5:46   |
| 10.  | «Paradigm»        | 4:33   |
| 11.  | «Minerva»         | 4:55   |
| 12.  | «Recoil»          | 5:08   |

## Personal
- Ani DiFranco – veu, guitarres
- Todd Sickafoose – contrabaix, piano Wurlitzer
- Jay Bellerose – bateria, percussió
- Patrick Warren – chamberlin, piano, sampleig
- Andrew Bird – violí, glockenspiel, xiular
- Tony Scherr – guitarra elèctrica
- Noe Venable – veu de fons
- Niki Haris – veu de fons a «Paradigm»
- Julie Wolf – melòdica a «Minerva»

### Producció
- Producció – Ani DiFranco, Joe Henry
- Enregistrament – S. “Husky” Höskulds, Jason Mott
- Masterització – Greg Calbi
- Mescla – S. “Husky” Höskulds
- Disseny – Ani DiFranco, Brian Grunert
- Il·lustracions – The Renderator
- Fotografia – Danny Clinch, Eric Frick

## Llistes
| Llista (2005)      | Posició |
| ------------------ | ------- |
| Independent Albums | 4       |
| Billboard 200      | 49      |

Ambdues llistes publicades per Billboard.